# Wendlinghausen

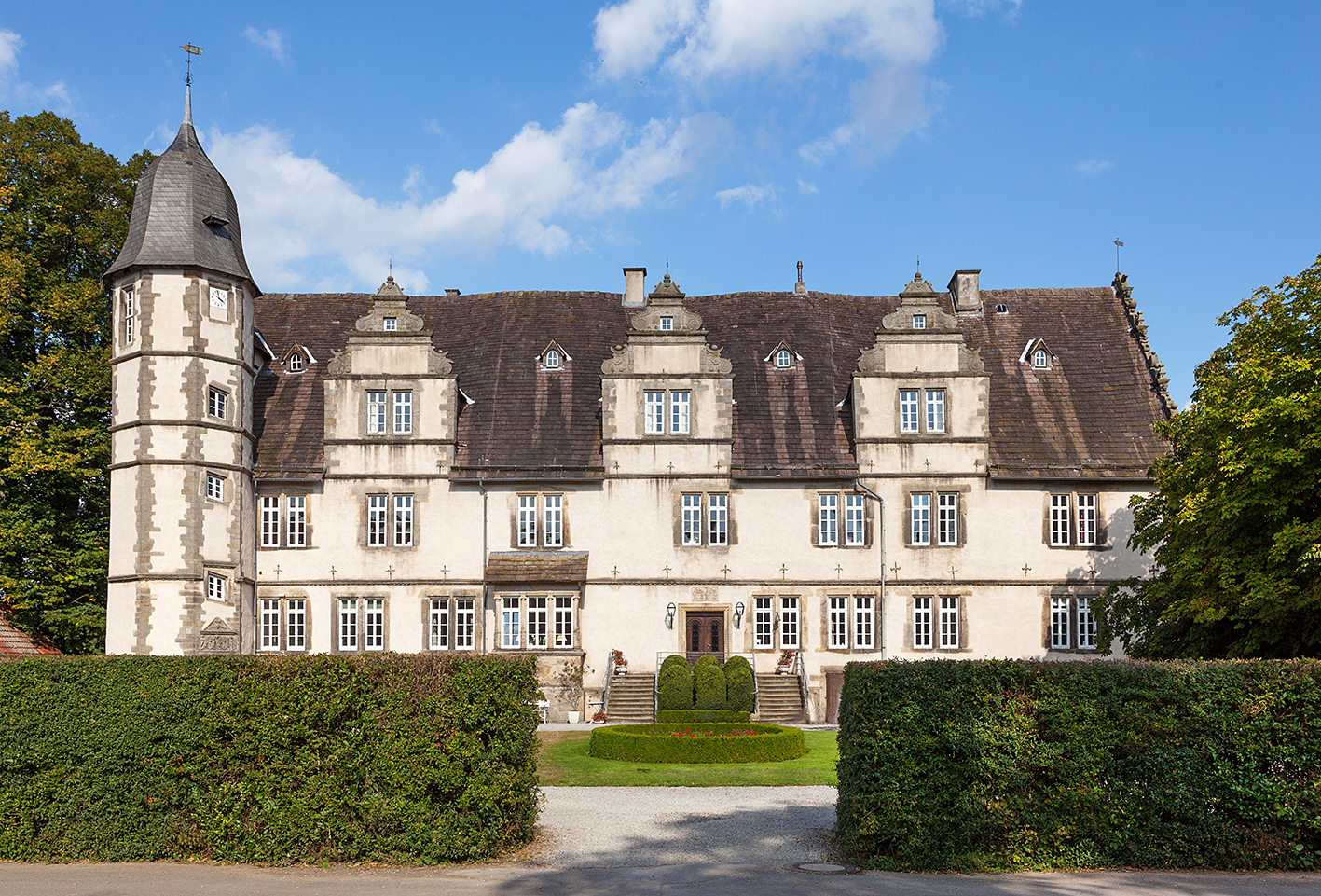
Schloss Wendlinghausen

Wendlinghausen (niederdeutsch: Wendlingsen) ist ein Ortsteil der Gemeinde Dörentrup im Kreis Lippe in Nordrhein-Westfalen.

## Geschichte

### Ortsname
1227 wurde Wendlinghausen als Windelinchusen erstmals schriftlich erwähnt.
Weitere Schreibweisen sind belegt: Windelinchusen (1227), Wendelinchusen (1402), Wyndelinchusen (1444), Wendelinghusen (1467, im Landschatzregister), Wendelinckhusen (1487), Wendenlinckhusen (1497, im Landschatzregister), Windelinckhusen (1502), Wendtlinghausen (1618, im Landschatzregister) und Wendlinghausen (1731).

### 15. Jahrhundert
Im 15. Jahrhundert gründete Anton zur Lippe, ein Sohn des lippischen Landesherrn Bernhard VII., einen Rittersitz auf der Hofstelle eines durch ihn vertriebenen Meiers, das heutige Schloss Wendlinghausen.

### 20. Jahrhundert
Am 1. Januar 1969 wurde Wendlinghausen mit den Weilern Betzen und Stumpenhagen ein Ortsteil der Gemeinde Dörentrup.

### Einwohnerentwicklung
| Jahr      | 1860 | 1939 | 1962 | 2000 |
| Einwohner | 504  | 563  | 721  | 938  |
| --------- | ---- | ---- | ---- | ---- |

## Sehenswürdigkeiten
Ein bekanntes Denkmal der Weserrenaissance ist das Schloss Wendlinghausen. Das Landschaftsschutzgebiet Diepkebachtal geht teils bis an das Dorf.

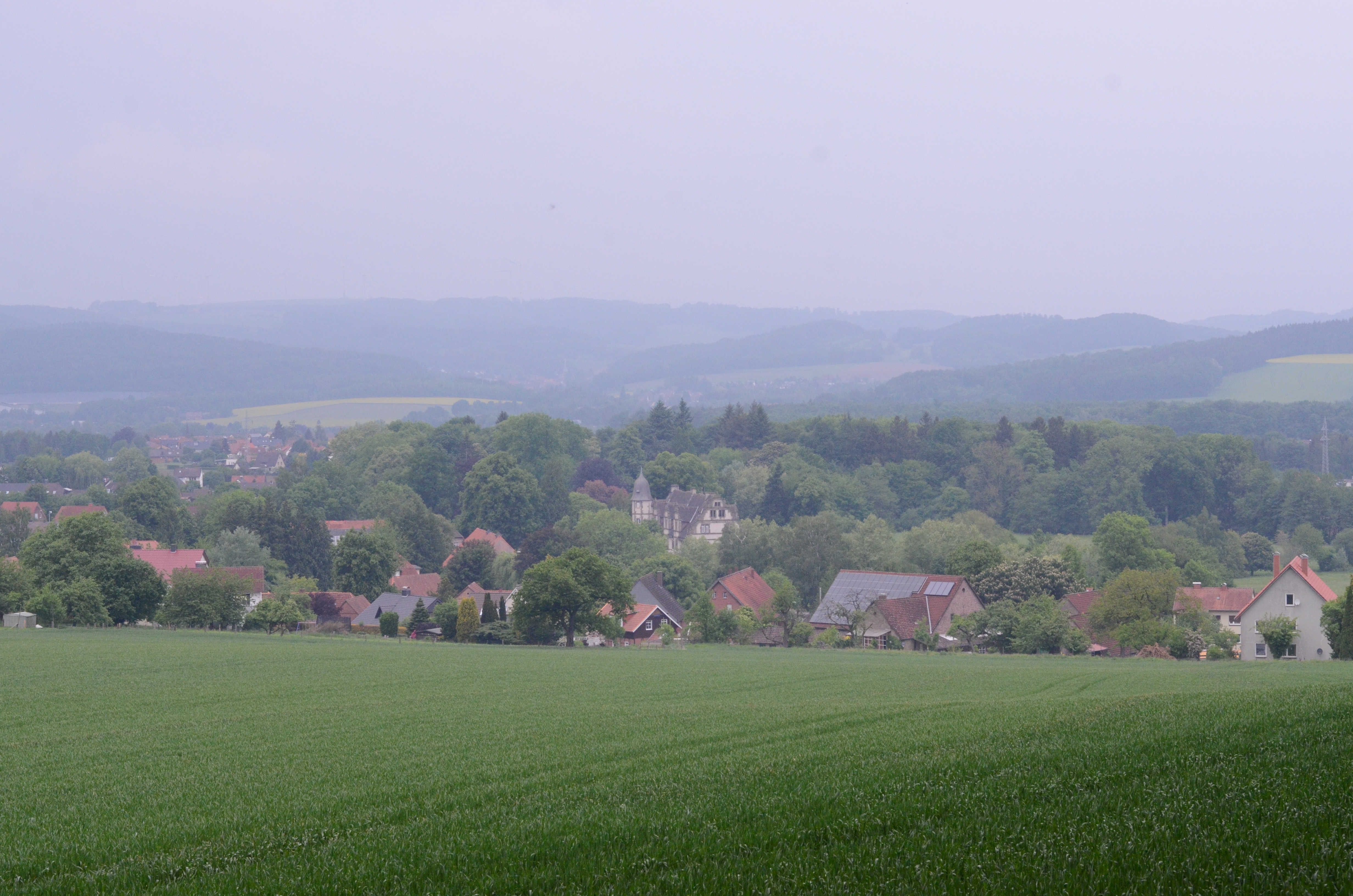
Blick vom Löhlberg auf Wendlinghausen

## Persönlichkeiten
- Philippine von Reden (1775–1841), deutsche Schriftstellerin
- Ernst August Schlinkmeier (1881–1970), deutscher Politiker
- Reinhard Libuda (1943–1996), Fußballspieler